# Daguestànskaia
Daguestànskaia - Дагестанская (rus) - és una stanitsa de la República d'Adiguèsia, a Rússia. Es troba a la vora del riu Kurdjips, a 19 km al sud-oest de Tulski i a 26 km al sud de Maikop.
Pertany al municipi de Krasnooktiabrski.